# Amblyseius kulini
Amblyseius kulini (лат.) — вид паразитиформных клещей рода Amblyseius из семейства Phytoseiidae (Mesostigmata). Мелкие свободноживущие хищные клещи длиной менее 1 мм. Индия (Ассам). От близких видов отличается следующими признаками: вентрианальный щит не вазообразный; сета z4 короткая, не длиннее двух третей расстояния между основаниями z4 и s4; щетинка z5 короче 500 мкм; дорзум без выемки на уровне R1; голень ноги IV с макросетами; каликс не капсуловидный, с кольчатым стеблем; StiIV и StIV примерно равны по длине. Дорсальный диск самки длиной 300 мкм, шириной 220 мкм, вентрианальный щит пентагональный с 3 парами преанальных щетинок. Дорсальные щетинки заострённые (заднебоковых щетинок PL 3 пары, а переднебоковых AL — 2 пары). Дорсальный щит склеротизирован. Вид был впервые описан в 1978 году по материалам из Индии, собранным на бамбуке (Bambusa, Poaceae) в, а его валидный статус подтверждён в 2017 году.